# Inga angustifolia
Inga angustifolia är en ärtväxtart som beskrevs av Carl Ludwig von Willdenow. Inga angustifolia ingår i släktet Inga och familjen ärtväxter. Inga underarter finns listade i Catalogue of Life.